# ミューミューニャーニャー
『ミューミューニャーニャー』は、NHKの幼児向け番組『おかあさんといっしょ』の人形劇のコーナー。1979年4月7日から1983年3月19日まで放送された。

## 概要
『ブンブンたいむ』、『にこにこぷん』と並行して土曜日に放送され、「第…代目」のカウントからは外れている。これは後の『ぐ〜チョコランタン』の前身『スプーとガタラット』が『ドレミファ・どーなっつ!』と並行して放送されていた事例を除くと唯一であり、制作時期では『ブンブンたいむ』と並んで7作目となる。
初代の「ブーフーウー」から出演したキャストが起用された最後の作品でもある。
NHKには82本の映像が保存されている。

## あらすじ
仲がよすぎてケンカばかりしている姉弟の猫、ミューミューとニャーニャーが、まわりの人たちを巻き込んで次々と事件を起こす。

## 登場キャラクター
ミューミュー
声 - 里見京子
子猫の姉弟の姉。どら猫。
ニャーニャー
声 - 三輪勝恵
子猫の姉弟の弟。まだら猫。
ブル子さん
声 - 大山のぶ代
ブルドッグの女の子。
たまごさん
声 - 八木光生
シルクハットにタキシード姿のハンプティ・ダンプティに似た紳士。
ブーボン博士
発明家。

## スタッフ
- 作 - 飯沢匡
- 音楽 - 小森昭宏
- 人形 - 土方重巳